# Coles County
Coles County är ett county i delstaten Illinois, USA. År 2010 hade countyt 53 873 invånare. Den administrativa huvudorten (county seat) är Charleston. 

## Geografi
Enligt United States Census Bureau så har countyt en total area på 1 321 km². 1 316 km² av den arean är land och 5 km² är vatten.

### Angränsande countyn
- Douglas County - nord
- Edgar County - nordost
- Clark County - sydost
- Cumberland County - syd
- Shelby County - sydväst
- Moultrie County - väst